# 秘儀荘
秘儀荘（ひぎそう、英語: Villa of the Mysteries、イタリア語: Villa dei Misteri）とは、イタリア、ナポリ近郊の都市遺跡ポンペイにある古代ローマ時代に建築されたウィラである。秘儀荘はポンペイの城壁外、ヘルクラネウム門の北西に位置し、西暦79年8月24日に発生したヴェスヴィオ山の噴火によって灰の中へと姿を消した。16世紀の遺跡発見からポンペイの発掘調査は何百年もかけて行われていたが、秘儀荘は1909年から1910年にかけて行われた調査にて発見された。土地の所有者であり、別荘の発見者でもある発掘者の名前から「イテム荘」と呼称されていたが、建物内の一室に描かれていたディオニューソスの一連の壁画から「秘儀荘」と呼ばれるようになった。当該地域はユネスコの世界遺産「ポンペイ、ヘルクラネウム及びトッレ・アンヌンツィアータの遺跡地域」に指定されており、秘儀荘もこれに含まれる建造物のひとつである。

## 立地

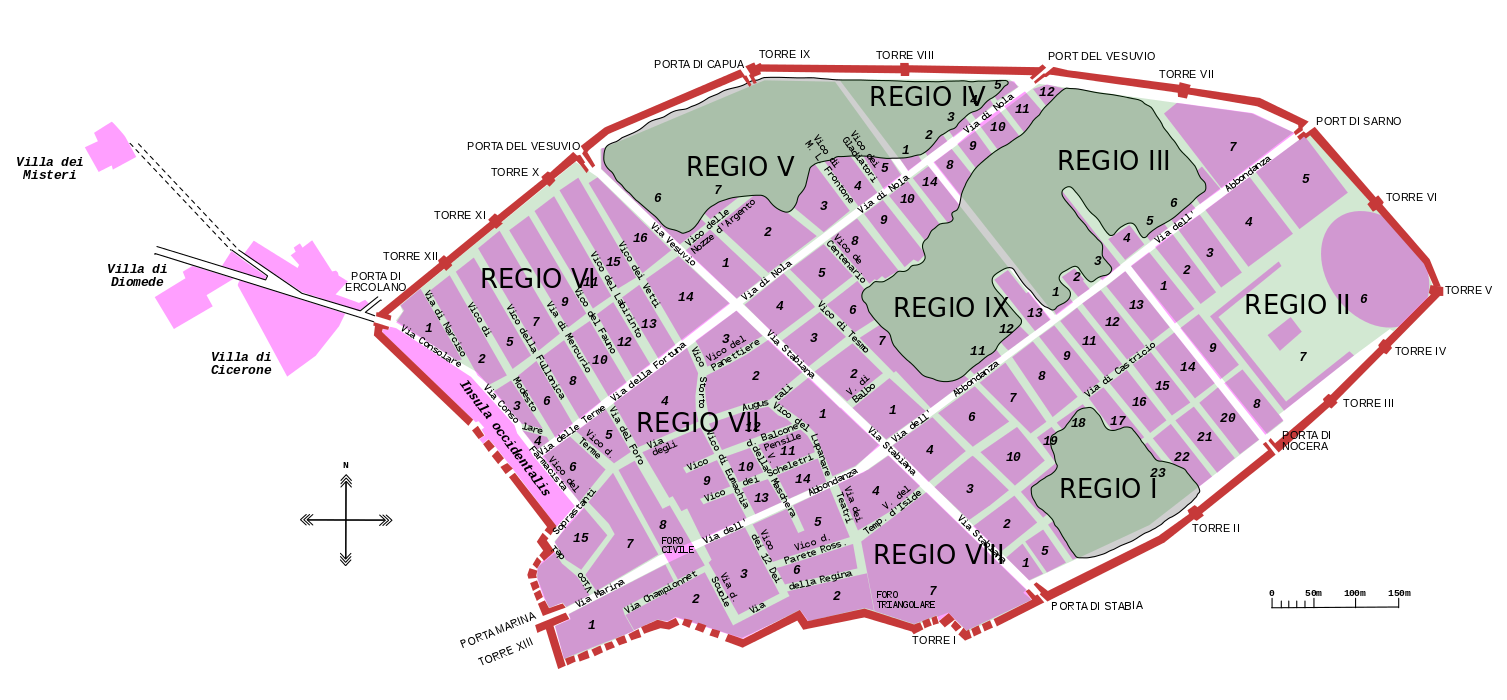
図左上の城門外に位置する秘儀荘。

ポンペイはナポリの南を流れるサルノ川の河口を見下ろす位置に築かれた街で、紀元前9世紀から紀元前8世紀ごろには集落としての形成が見られるようになり、紀元前7世紀後半から6世紀前半にかけて城壁で囲まれた都市として成立したと見られる。紀元前6世紀以降は古代ギリシアの植民都市としてその影響を受けて発展し、紀元前89年ごろからは古代ローマの支配下に入った。ポンペイの街はその景観と地の利から大いに人気を博し、農業、商業ばかりでなく富豪の別荘地として発展していった。
秘儀荘はポンペイ市街の第Ⅵ地区と呼ばれる区画に設置されているヘルクラネウム門の北西約400mの、ナポリ湾を眺める見晴らしの良い場所に建てられている。近郊には最大の敷地面積を誇るウィラ、ディオメデスの別荘がある。

## 歴史
秘儀荘は紀元前2世紀ごろに建築されたものと考えられており、その後増改築を繰り返し紀元前80年から紀元前50年ごろにかけて、現代に見られる姿が形成されたとされるのが通説となっているが、近年の研究においては層序学的調査に基づいた結果と秘儀荘内に描かれる壁画の様式から、紀元前1世紀初頭のスッラの時代に建築されたという説も出てきている。
いずれにせよ79年に灰の中に沈むまでに百年を超える時間が経過しており、複数の所有者の手によって改装が行われたと見られ、柱廊のついた庭園や食堂、応接室、ワインを作るためのブドウの圧搾スペース、大きなキッチン、浴場、庭園、神殿など、約60の部屋を備えた大規模な建造物へと変化を遂げていった。また、62年に発生したポンペイ地震を経て建物内の修復が行われた形跡も確認されている。これまでの調査から秘儀荘は、パトロンや商売相手をもてなす為の別荘として機能していた時期と、農場として利用されていた時期があったことが分かっており、ワインの製造や販売拠点としても用いられていた。こうした形跡からワイン醸造で財を成した人物の別荘であるとする見方もできる。
ポンペイの多くの建造物同様、秘儀荘の家人について明確に判明している事実は無いが、イスタキディウス氏族の解放奴隷と見られる者の名が刻まれた印章が発見されている点や、初代皇帝アウグストゥスの妻であるリウィア・ドルシッラの像が見つかっていることなどから、こうした人物が秘儀荘の所有者ないし関連する人物であったと推察する歴史家もいる。

## 発見と発掘
秘儀荘はホテル・スイスのオーナーであり、この土地の所有者であったスイス人、アウレリオ・イテムによって1909年1月に発見された。イテム家は1829年にスイスのグラウビュンデン州からナポリへと亡命してきた一家であり、アウレリオの父ヴィンチェンツォはポンペイ近郊の土地を購入し、ホテルを建築した。アウレリオはホテルの敷地内にて狩猟を楽しんでいた時に、地面から突き出る古代ローマ時代の遺構と思われる石を偶然発見した。アウレリオは知人の考古学者であるマッテオ・デラ・コルテやジュゼッペ・スパーノらの協力を得て発掘作業を行ったところ、主室の壁画がほぼ無傷で遺存する広大なウィラであったことが判明した。ウィラは発見者の名にちなみ、「イテム荘」と呼称されていた。良好な保存状態で発見されたウィラは大きな話題を呼び、事態を重く見たイタリア王国は数年間の交渉の末、1913年6月23日に27万リラを支払い、国有地化した。出土品の多くはナポリ国立考古学博物館に収蔵されている。

秘儀荘の由来となった秘儀の間（全景）

1924年にアマデオ・マイウリがポンペイ発掘調査の総監督に就任すると、37年間に及ぶ徹底した調査と整理が実施された。秘儀荘においても1929年から1930年にかけて詳細な発掘調査が実施され、マイウリが1931年にその成果を報告するにあたって建物内の「秘儀の間」と呼ばれる部屋に描かれたディオニューソスの一連の壁画に注目を集めるために「秘儀荘」と名付けた。

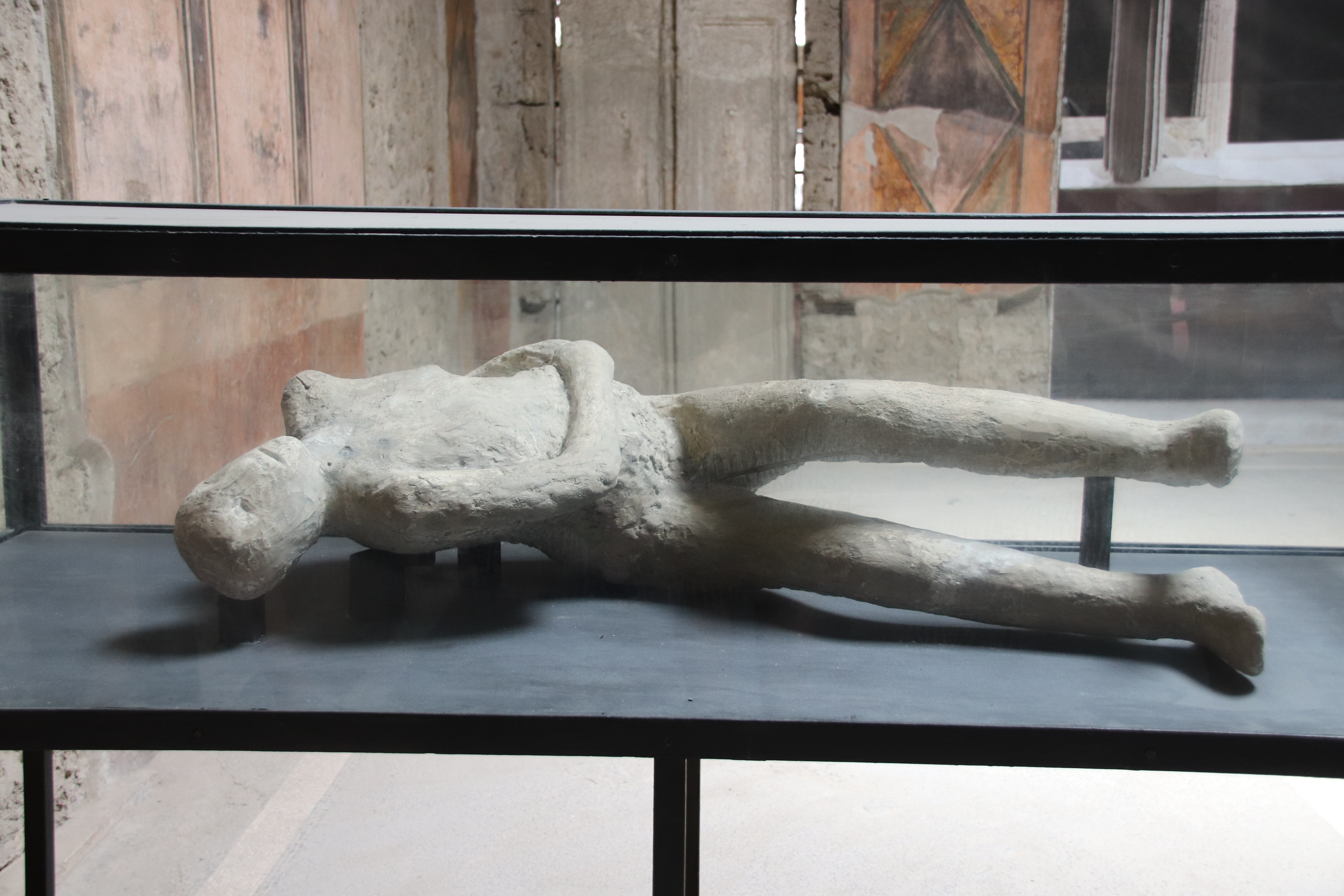
秘儀荘で発見された女性遺体跡を石膏で固めたもの

発掘調査と並行して遺跡の保全修復作業も行われていたものの、街一つ分の発掘という、区域があまりにも広大であったことも起因して作業が追い付かない状況が続いていた。火山灰と土砂に守られて奇跡的に無傷で発見された秘儀荘の壁画も、発掘後に屋根の取り付けが遅れたことなどもあって、湿気や太陽に晒されて大きく損傷した。こうした問題に対処するため、2013年から2015年にかけて考古学者、建築家、科学者、物理学者といった様々な立場の専門家がチームを構成し、多角的な修復と調査および保全を実施するプロジェクトが行われた。しかし、イタリア政府が後援する研究開発機関であるENEAからは2016年に、壁画のひび割れをワックスで埋めて湿気を閉じ込めてしまったり、壁画を一度取り除いて壁を再建するなどといったこれまでの誤った保全方法や、観光客を運ぶための鉄道による振動、周囲に設けられた保護施設の自重など様々な要因により秘儀荘は倒壊の危険性があり、喫緊の対策が必要という、安全性に対する警告がなされている。
その他、秘儀荘の軽石噴出層で2人の女性と1人の子供の遺体が見つかるなど、一部住人が噴火の初期段階において生存していたことが示唆される報告も上がって来ている。観光資源としても活用されている秘儀荘は修復だけでなく新たな技術の導入なども行われており、2024年には景観を保ちつつ電気の供給を可能とするテラコッタ風の色合いで作られたソーラーパネルが屋根に設置された。

## 平面構造

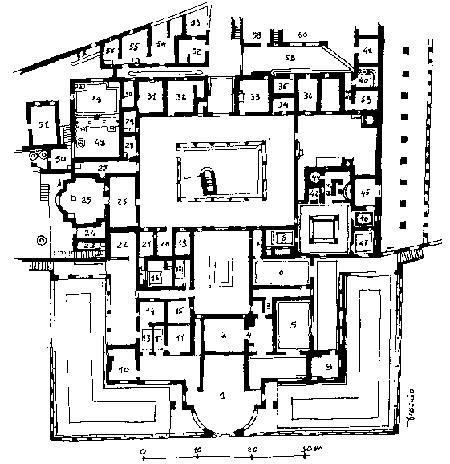
秘儀荘の平面構造

秘儀荘の正面入り口には訪問客を待機させるためのベンチがあり、荷下ろしや農作物を保管するための中庭、使用人の部屋、農機具倉庫などへ繋がっている。入り口付近の作業場と見られる場所には2台の圧搾機が設置されており、圧搾機には精巧な山羊の頭部が彫刻されている。現代においてそのうちの1台は復元され、秘儀荘内に展示されている。エントランスを抜けるとペリスタイルや沐浴場、厨房などへ繋がっており、雨水を集水するためのインプルウィウムが設置されている。さらに進むとナポリ湾を一望できるポルチコと、食事用の部屋であるトリクリニウムへと繋がっている。
クビクルムと呼ばれる家人の私室は複数設置されているが、その中でも「秘儀の間」と呼ばれる部屋は、三方の壁面にフレスコ画が描かれている。フレスコ画には、ディオニューソスの信者のみが参加できる密儀宗教の場面が描かれており、秘儀荘の名前はこの図に由来している。

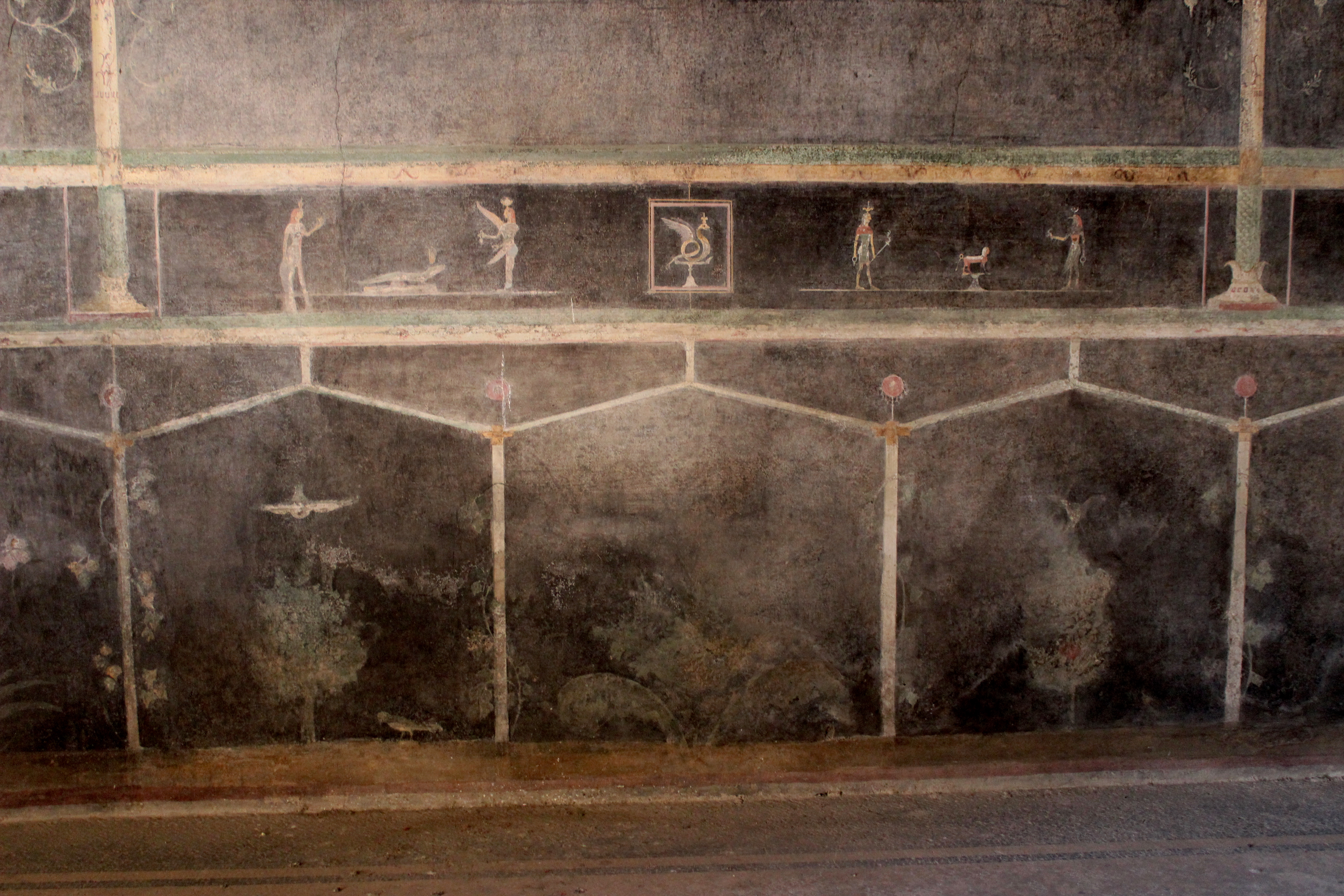
タブリヌムに描かれたミニチュア―ル

この秘儀の間がクビクルム（私室）だったのか、トリクリニウム（食事の間）であったのか、それとも居間や応接室に相当するオエクスとして利用されたのか、あるいは目的に応じて多義的に使用されたのかについては研究者の間でも解釈が分かれており、確定されていない。しかしながら秘儀の間は豪華な装飾が施され、ウィラの奥まったアクセスし辛い場所に位置していることなどから、普段使いはされず、招待客などをもてなすための特別な機会にのみ使用されたのではないかと推察されている。
また、タブリヌムとして使用されていた部屋には古代エジプト美術から着想を得たと見られるミニアチュールが遺存しており、別のクビクルムには「プリアポスへの供犠」と呼ばれるヘレニズムの影響を受けた壁画が描かれている。

## 壁画
秘儀荘の壁画は紀元前70年から紀元前60年ごろに制作されたとみられる。ポンペイに遺存する壁画はドイツの考古学者アウグスト・マウによって4つの様式に分類されており、その分類における第2様式の作例とされている。第2様式は紀元前100年ごろより見られるようになった壁面全体を使用して作品を作り上げる「メガログラフィア」と呼ばれる様式で、古代ギリシアの芸術の模倣に過ぎなかった第1様式をより発展させた形式とされる。この様式の他作例としてはボスコレアーレにあるプブリウス・ファンニウス・シュニストル荘の壁画や、リウィア・ドルシッラのリウィア荘に描かれた庭園の間などが知られている。

### 秘儀の間
秘儀の間に描かれた壁画の主題についての解釈は諸説あるものの、通説としてはディオニューソスの秘儀と呼ばれる、結婚の儀式に参加した女性が変容していく様を捉えたものとされている。秘儀荘が建設された南イタリアは、古来よりウェルギリウスの『農耕詩』の舞台となるほどワインの産地として知られており、ワインの神とされるバックス（ディオニューソス）を称えるバックス信仰が広く信仰されていた。壁画は濡れた漆喰の壁に水溶き顔料で描画するブオン・フレスコ画法を用いて制作されたと見られ、結果的に耐久性に優れた壁画として遺存したものと考えられる。壁画の制作者について判明している事実は無いが、美術史家のH. W. ジャンソンは、登場人物の威厳のある態度や表情、儀式への没入ぶりや身振り、姿勢といった、壁画に描かれている人物の特質やモチーフなどから、ギリシア美術の潮流を汲む人物の手による作品であるとしている。

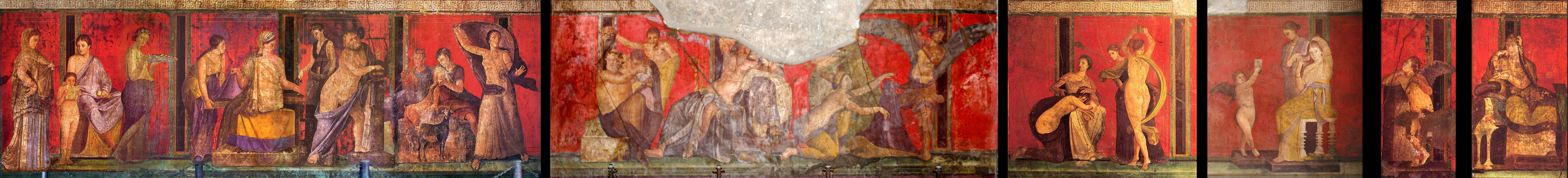
秘儀の間の壁画を繋げた図。

壁画には入口左手から始まる10のシーンが時計回りに描かれており、様々な解釈が与えられるものの、単一の物語として読まれることを意図した構成になっている。壁画は全て赤を基調とした背景と緑の大理石を思わせる基壇で統一されており、いくつかのグループに分けられて合計29人の登場人物が描かれている。上部の白地の連続文様はローマ時代に広く用いられたマイアンドロスに由来する文様である。マイアンドロスの文様の上部には暗い色で、縞模様を渦巻き状に表現した文様と、植物をモチーフとした文様の2種類が描き分けられている。植物文様をよく観察すると草間にクピドがあしらわれていることが分かる。こうした細やかな筆致はポンペイ壁画第2様式の特徴のひとつと言える。
また、背景に使用されている赤色をモチーフとした色にはポンペイアンレッドという名前が付けられている他、鮮烈な赤色を指す言葉として「ポンペイレッド」「ポンペイの赤」といった表現が広く用いられている。顔料についての研究を行っている鶴田榮一は、噴火によってアルカリ性の火山灰に埋没した際の壁面温度が300度程度になっていたであろう点を指摘し、「ポンペイレッド」とは「100年間の自然的な色調変化の後、強烈な火山ガスに晒され、アルカリ性の火山灰に埋没し、2000年という長時間を経過し、その間複雑な推論し難い化学変化により醸成されたもの」と表現している。このため、現代に見られる壁画の色調は、噴火の前の状態とは大きく異なっていた可能性があると指摘している。

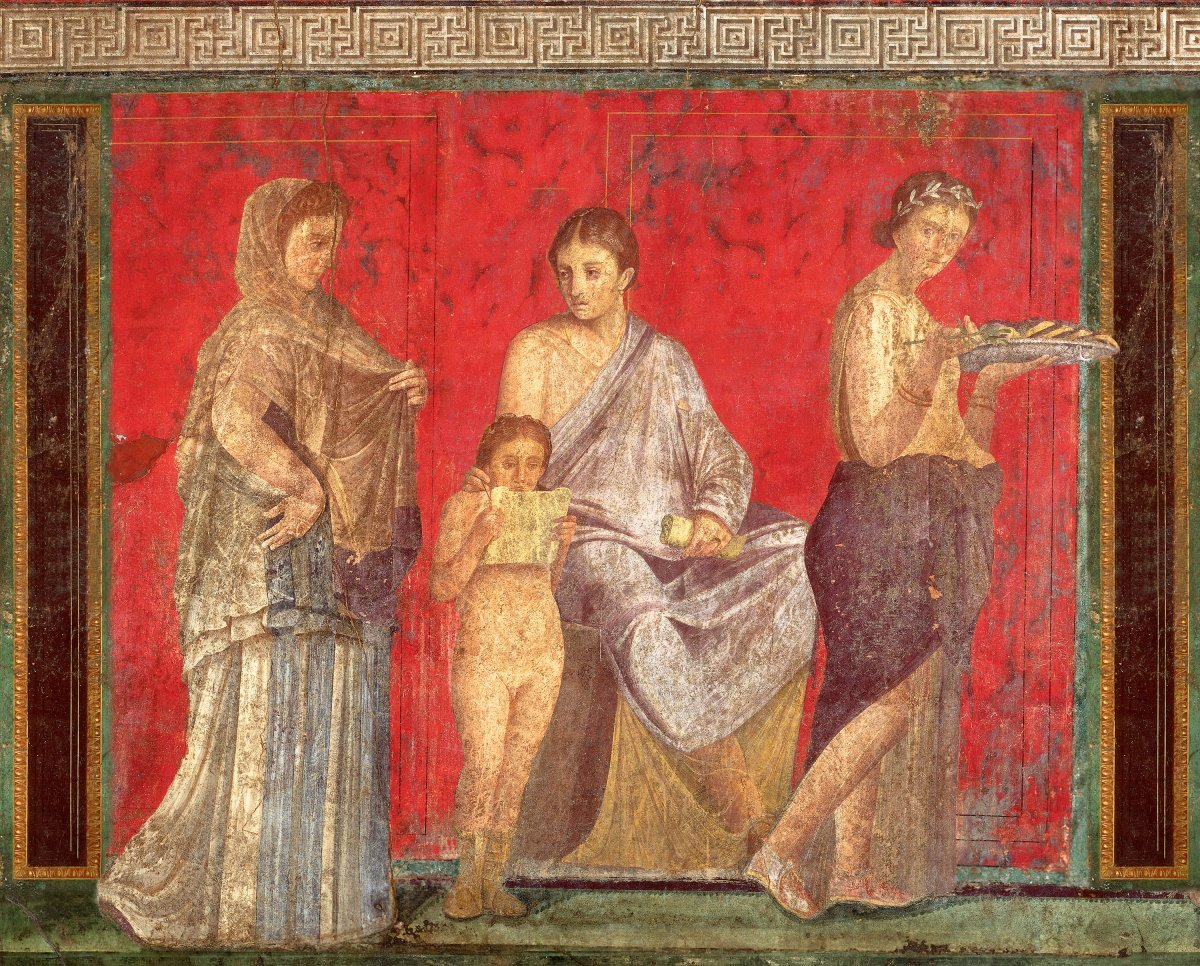
秘儀の間（第1シーン）

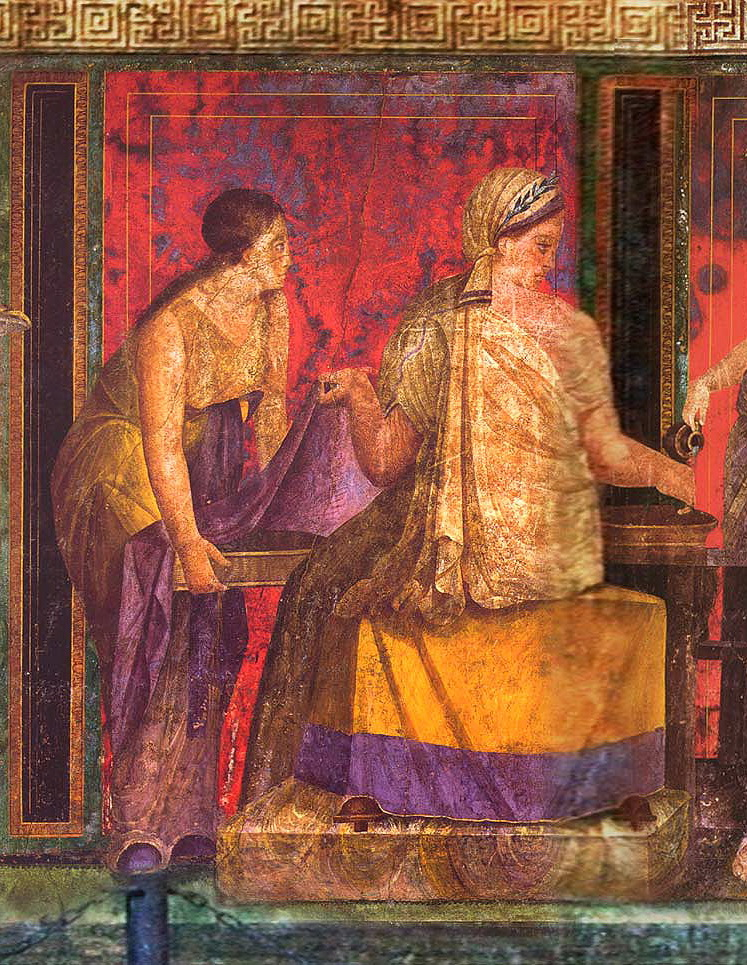
秘儀の間（第2シーン）

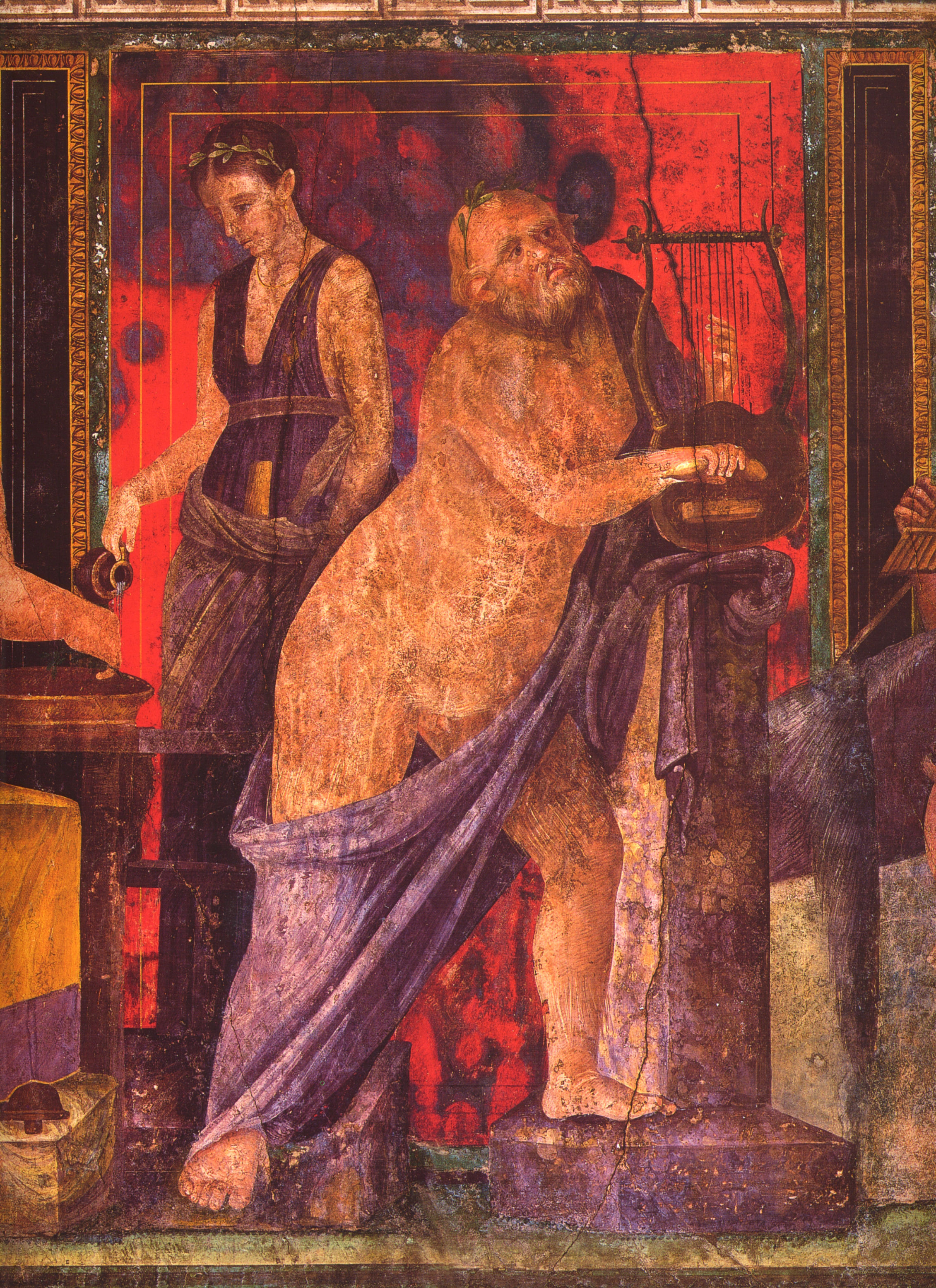
秘儀の間（第3シーン）

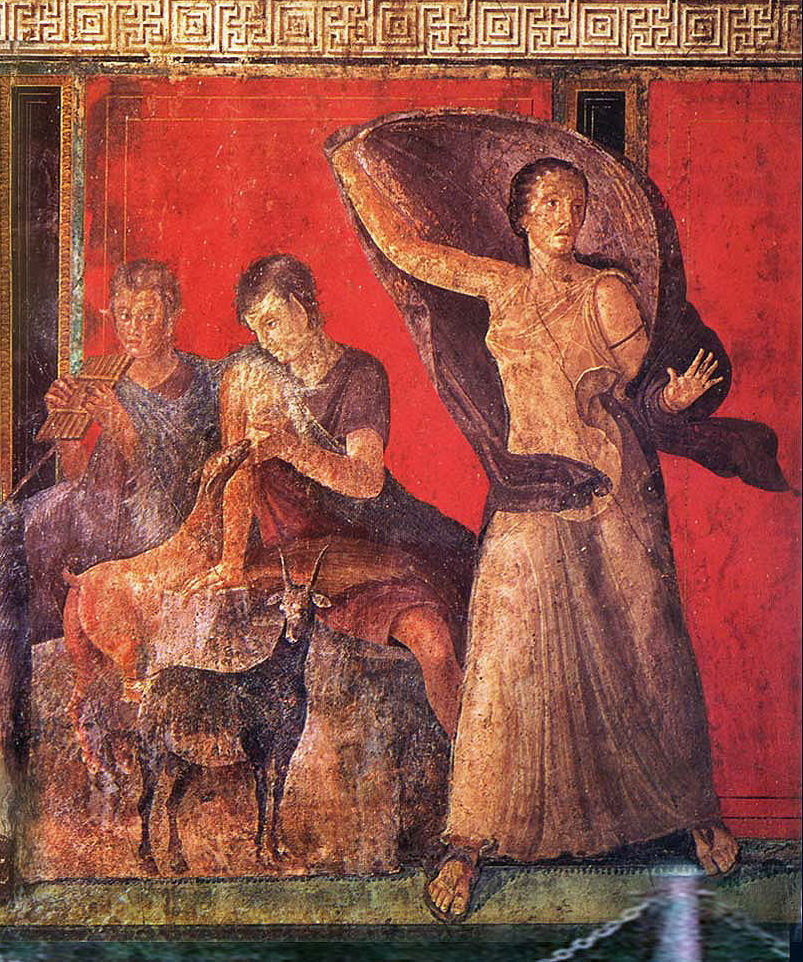
秘儀の間（第4シーン）

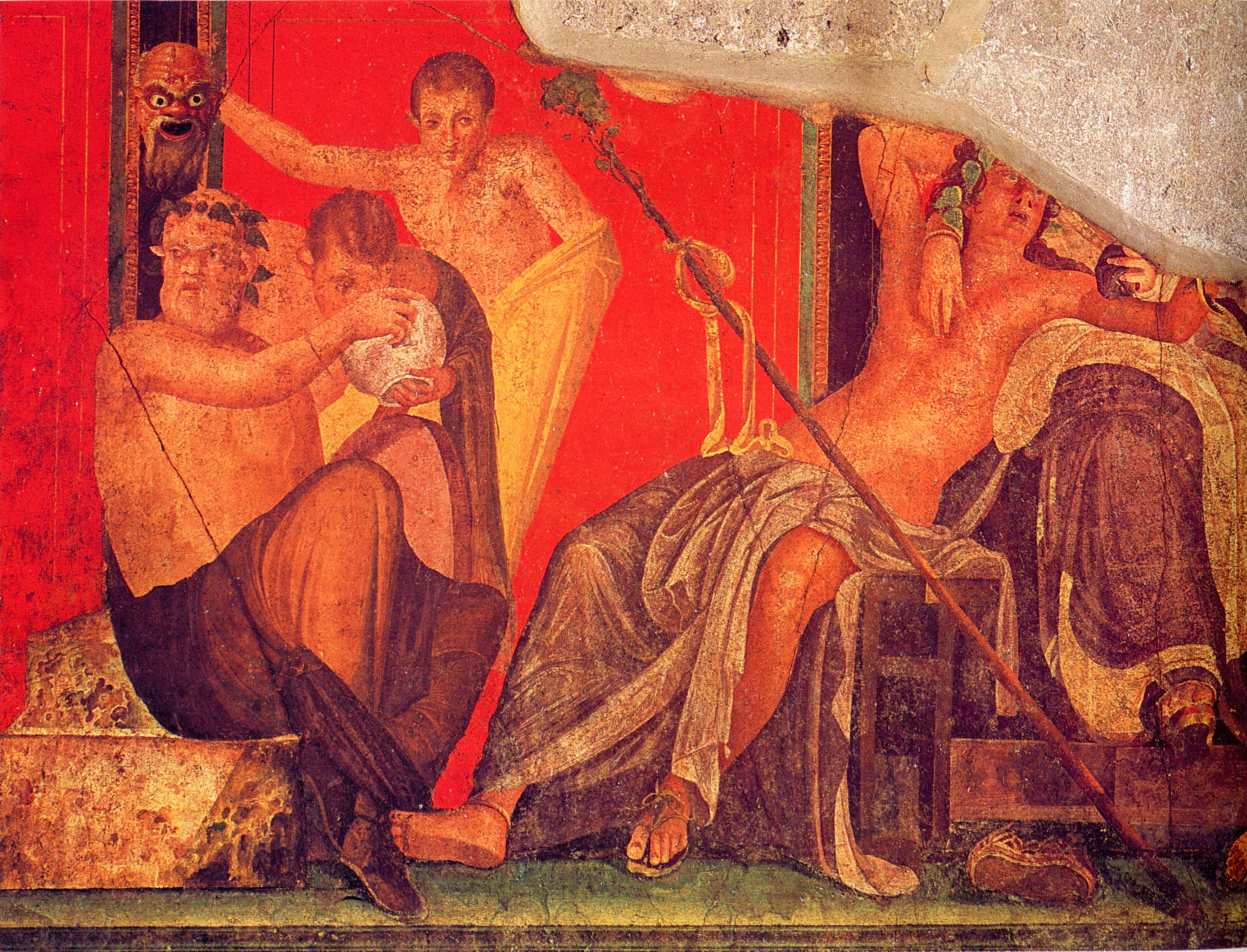
秘儀の間（第5,第6シーン）

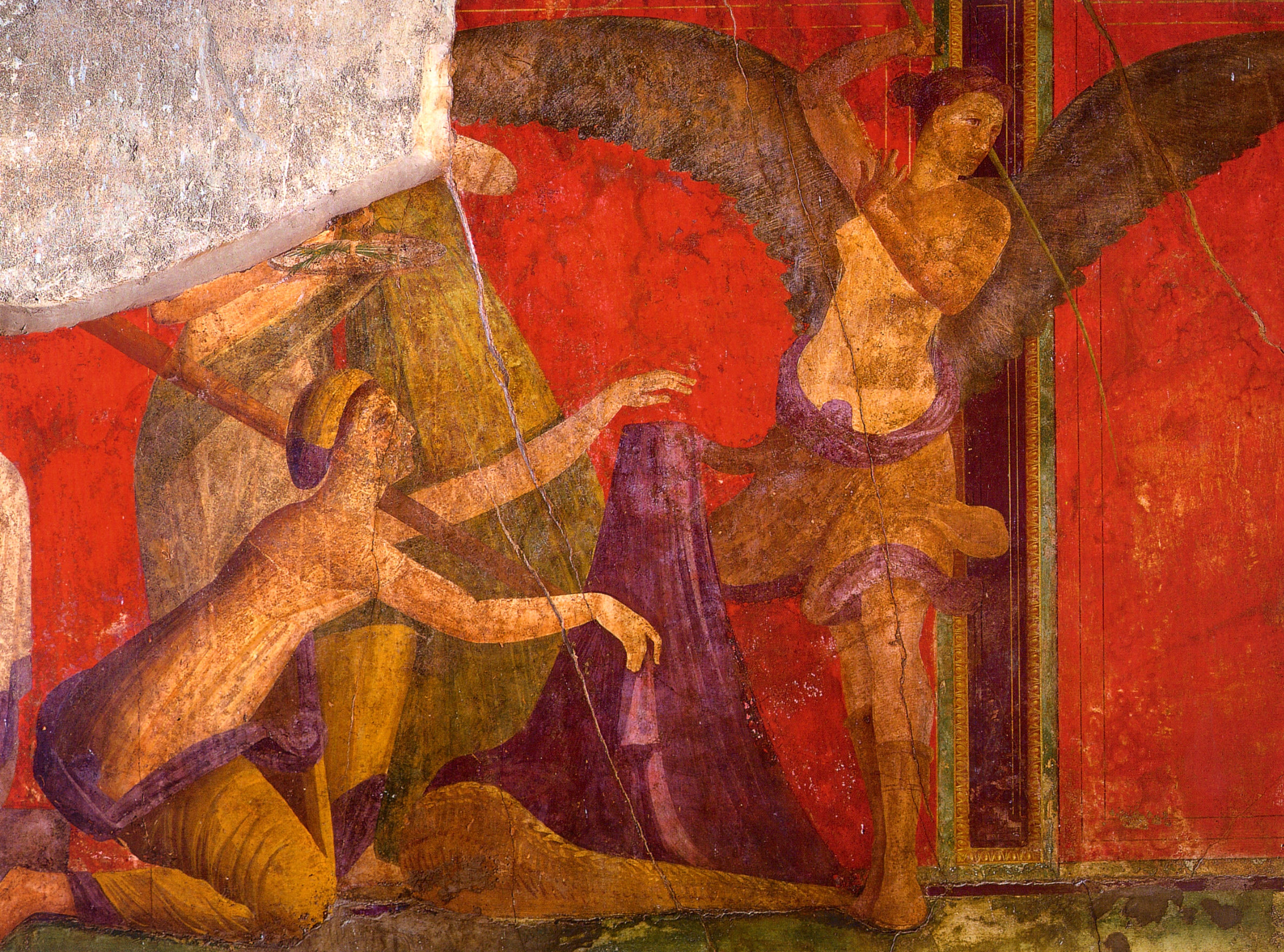
秘儀の間（第7シーン）

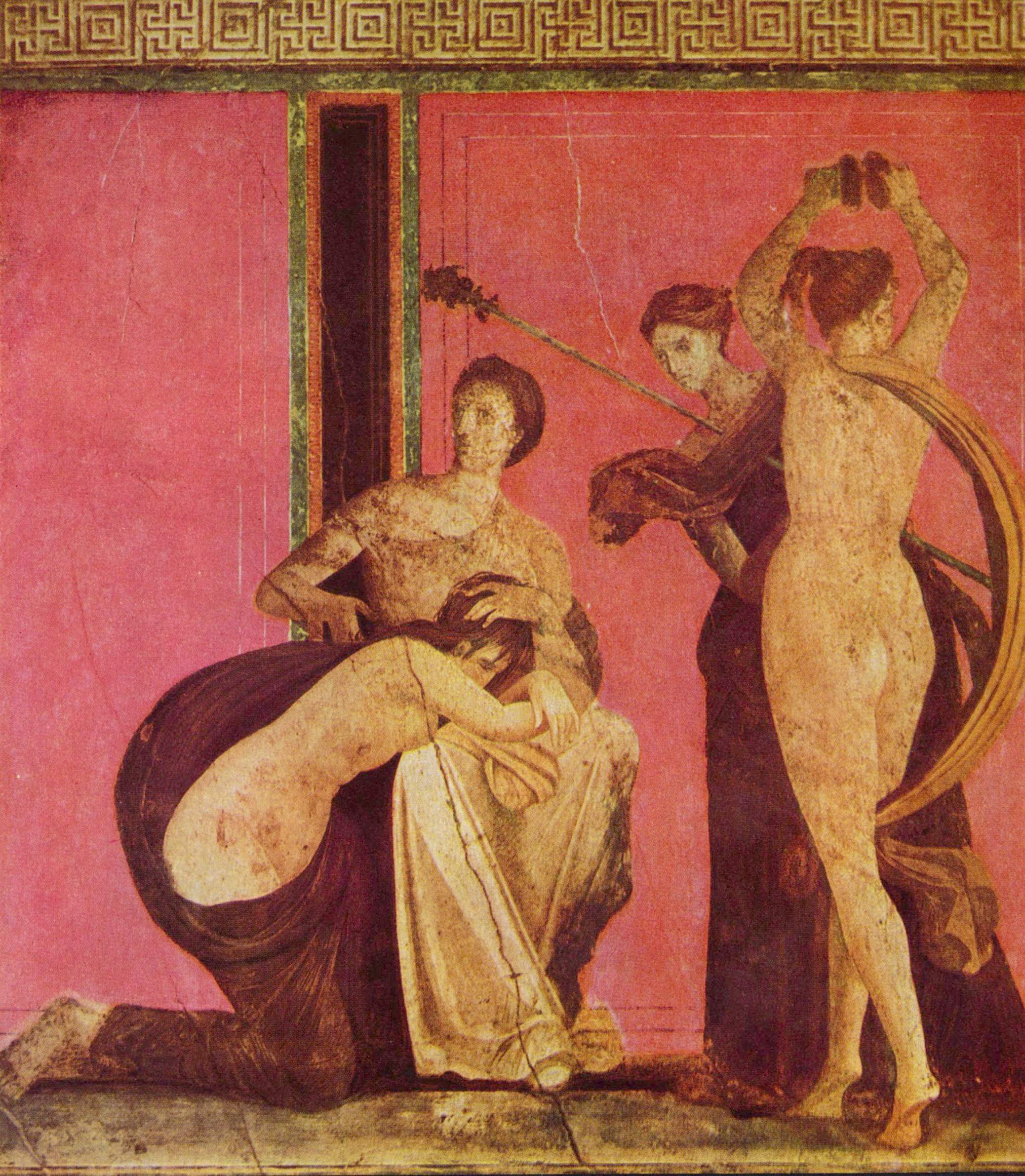
秘儀の間（第8シーン）

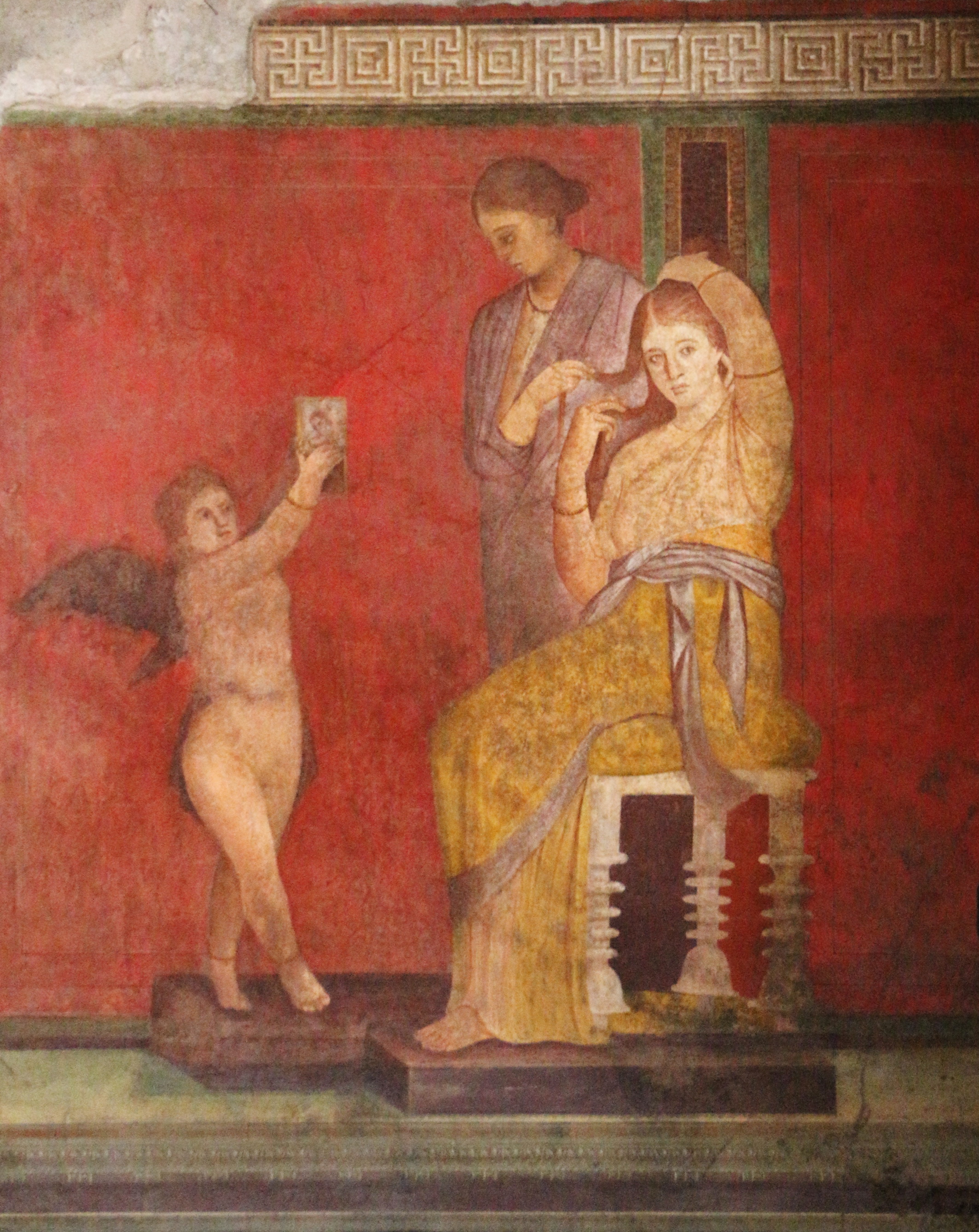
秘儀の間（第9シーン/東壁）

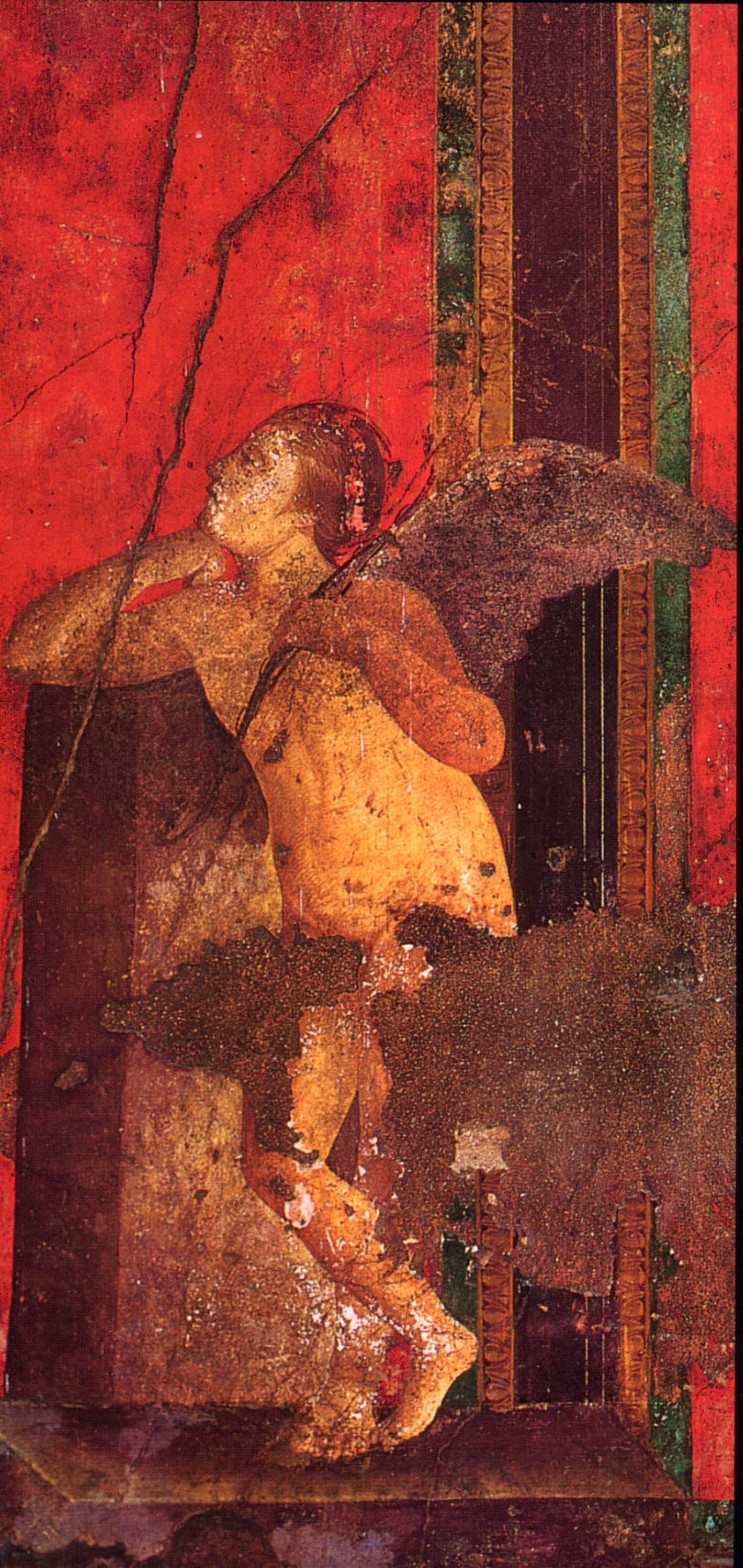
秘儀の間（第9シーン/南壁）

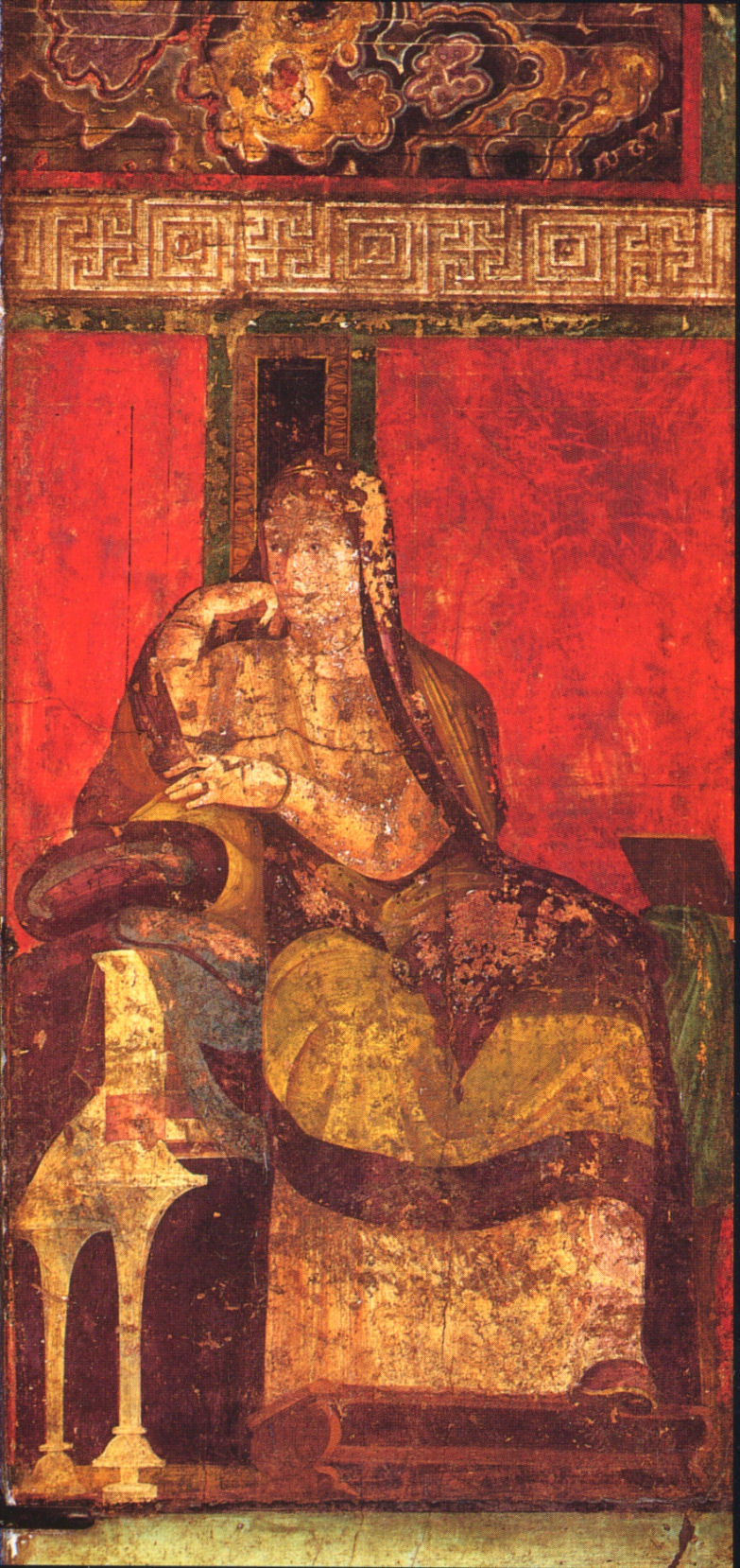
秘儀の間（第10シーン）

#### 第1シーン
第1シーンには4人の人物が描かれている。裸の男児が巻物を手に取って何事かを読み上げ、ヴェールを被った女性がその話を聞いている。後ろの玉座には女司祭が座し、警戒するように女性を注視している。右手にはミルトスの花冠を被り、紫の腰巻を付けた給仕と思われる女性がゲッケイジュの小枝と食べ物を手に持って歩いている。フランスの歴史学者アンリ・ジャンメールは、秘儀を題材とした絵画において、少年の朗読という表現は、よく見られるモチーフであると指摘している。読み上げているものについては入信のための規則、あるいは讃美歌、ザグレウスの神話など、様々な解釈がなされている。また、古代ギリシアの演劇において半長靴はディオニューソスを象徴するものであることから、裸の男児はディオニューソスであるとする説もある。また、給仕する女性をディオニューソスの母セメレーの姉妹であるイーノーとする場合もある。

#### 第2シーン
第2シーンには儀式の準備を行う女司祭と、彼女にバスケットを差し出す女性が描かれているが、第1シーンに登場した給仕の箇所から第2シーンとする解釈もある。バスケットの中身についてはゲッケイジュ、蛇、花びらなど、解釈によって様々な説が唱えられている。女司祭の手には神酒が注がれており、これは罪の浄化を必要としているとする解釈がある。女司祭が清めているものがミルトスであれば、婚儀の準備と解釈することもできる。また、この女司祭を第1シーンに出てきたヴェールを被った女性と同一人物であるとする説もある。

#### 第3シーン／第4シーン
第3シーンには竪琴を手にした年老いたシーレーノスが描かれている。シーレーノスはギリシア神話に登場する半人半馬の生き物で、ディオニューソスの教育係であったという神話的エピソードを持つ人物である。第4シーンの一部と連続性があり、小さな岩塊に腰掛ける男女が描かれている。この男女はファウヌスとパーン、あるいはサテュロス、ニンフなど様々な解釈が与えられているが、いずれもディオニューソスの眷属とされる人物の様子を描いたものである。ひとりはパンパイプを奏で、もう一人は山羊に乳を与えており、エウリピデスの『バッコスの信女』を想起させる牧歌的な場面が描かれている。
その右側にはケープを羽織って慌てた様子の女性が描かれている。その表情は恐怖に染まり、右足を大きく踏み出し、拒絶するように左手を広げている。中央の壁画に繋がる最後のシーンであり、これから行われる秘儀の恐ろしさを暗示しているようにも解釈できる。この女性をギリシア神話に登場するそよ風の女神アウラーであるとする説や、第1シーンに登場した入信者であるとする説もある。

#### 第5シーン／第6シーン／第7シーン
第5シーンから第7シーンまでは秘儀の間の正面に描かれた壁画であり、物語の核となる部分であるが、中央部分が大きく剥離しており、表情を読み取ることはできない。
左側には壺あるいは銀皿を差し出すシーレーノスと、それをのぞき込むサテュロスが描かれている。その背後でシーレーノスに似た不気味な仮面を掲げるサテュロスにより、鏡あるいは水面の反射を利用した占いの類が行われていると推察できる。のぞき込んでいるサテュロスは鏡面に写った自分の顔ではなく、その背後にある仮面を見ており、恐ろしい啓示を象徴していると解釈できる。
中央には玉座に腰掛けるディオニューソスとその妻アリアドネーが描かれている。女性を母親のセメレーであるとする解釈もある。ディオニューソスはツタの花輪をかぶって女性にもたれる様に寄りかかっている。膝元には黄色いリボンをあしらったテュルソスが立て掛けられている。足元を見ると、片方のサンダルが脱げていることが確認できる。
アリアドネーの右側には地面に跪き、肩にテュルソスを担いで布に手をかける女性が描かれており、その奥には2人の女性が立っている。大きく破損した奥の女性の表情は伺い知ることが出来ないが、手前の女性は目を大きく見開き、布の中身を見つめている。中身はリクノンと呼ばれる唐箕で、ファルスを象徴していると解釈されている。その右側、正面壁画の最後の部分には大きな黒翼を持つ、鞭を振りかざす女性が描かれている。この女性は恥、尊敬を司るギリシア神話の女神アイドスや、プラトンの『饗宴』などに登場するダイモーンであるとする解釈もある。壁画に描かれている女性のうち、唯一丈の短い衣服を着て、ブーツを履いている。

#### 第8シーン
第8シーンでは4人の人物が描かれている。膝をついて泣き崩れる女性とそれに寄り添う腰掛けた女性は、第7シーンの鞭を振り上げる翼を持つ女性を見ている。この行為自体が入信の儀式の一部であるとする説もある。その隣にはシンバルを持った背を向けた裸の女性と、着飾ったテュルソスを持つ女性が描かれている。彼女らは儀式の成功を祝福し、踊っているようにも見え、女性が肩にかけたヴェールは大きく膨らみ、動きを伴ったシーンであることを示唆している。

#### 第9シーン
第9シーンは髪を梳かしている2人の女性と、鏡を掲げるクピドとそれを見つめるクピドが描かれている。掲げているものは肖像画であるとする説もある。第8シーンでの乱れた髪の女性と対比させており、思考が整理され、落ち着いた状況になったという事を示唆しており、一連の儀式が完了したことを示している。この時代の花嫁は髪を6つの塊に結う習慣があったとされ、複数の研究者によってこの女性が花嫁であり、結婚式の準備を描いたものであると言及されている。ローマ神話の主神であるユーピテルとディオニューソスの母であるセメレーの結婚準備であるとする説もある。

#### 第10シーン
出口とされる扉の隣に、着飾った1人の女性が描かれている。椅子に腰かけて物憂げな表情で正面のディオニューソスと正対し、秘儀の間全体を見つめるこの女性は記憶を司るムネーモシュネーとされ、秘儀荘の女主人であると解釈される。この儀式を体験した女性の未来の姿であるとする解釈もある。
近年のポンペイの修復作業を踏まえて壁画の再検証を行ったエレイン・K・ガズダは、第10シーンの女性を秘儀荘の女主人、ディオニューソスをその配偶者、第9シーンの花嫁を娘、それ以外の登場人物は親戚や所有奴隷などを象徴していると考察している。

### プリアポスへの供犠
| 左「供薦図」中「ディオニューソスと老いたサテュロス」右「婦人」と「踊るサテュロス」 |  | 左「供薦図」中「ディオニューソスと老いたサテュロス」右「婦人」と「踊るサテュロス」 |  | 左「供薦図」中「ディオニューソスと老いたサテュロス」右「婦人」と「踊るサテュロス」 |
| 左「供薦図」中「ディオニューソスと老いたサテュロス」右「婦人」と「踊るサテュロス」 |  |                                                                                    |  |                                                                                    |

秘儀の間の北側に位置するクビクルムの壁画に紀元前1世紀後半ごろのものと思われるピナケスが描かれている。
「プリアポスへの供犠」と呼ばれる一連の壁画にはメインとなる中央部に「踊るサテュロス」「婦人」「ディオニューソスと老いたサテュロス」が描かれ、上部のフリーズの一部が観音扉のように開かれて供物を運ぶ様子（「供薦図」）が描かれている。場所はプリアーポスの住む洞窟で、松明を持った男とエロースが供物の豚を運ぶ様子と解釈される。
洞窟の開口部に褐色の男を配置し、岩陰となる暗い部分に明るい肌色をしたエロースを配置した対比構成になっており、ヘレニズムの影響が見られる作品となっている。
中央部分の壁画は赤い背景に人物を描写するという点においては秘儀の間の類型といえるが、秘儀の間の作品には見られない明暗法が用いられ、動きを感じさせる筆致となっている点に描写法の差異が窺える。

## 評価

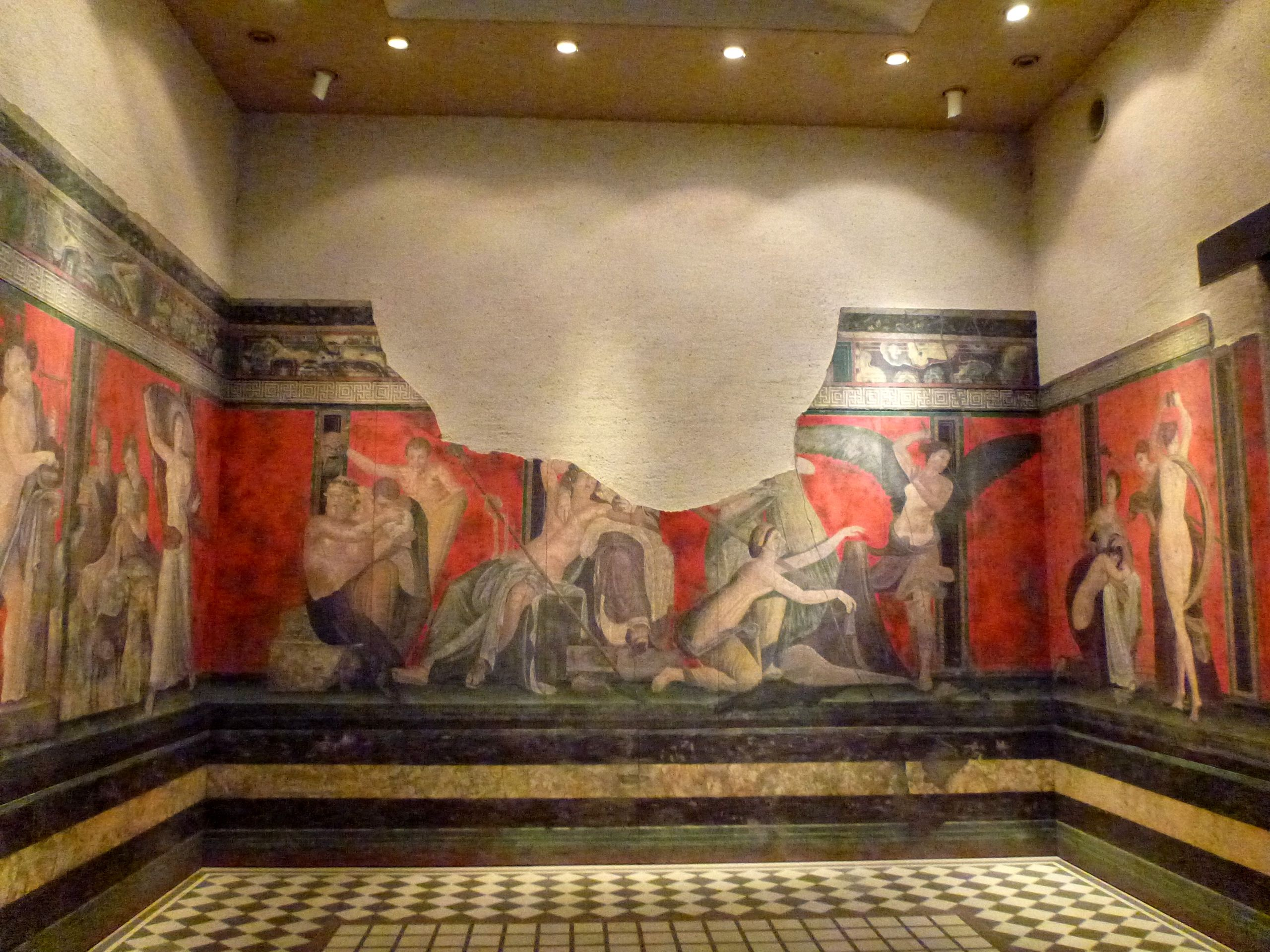
大塚国際美術館の秘儀の間

秘儀荘を有する世界遺産「ポンペイ、ヘルクラネウム及びトッレ・アンヌンツィアータの遺跡地域」は、ローマの都市遺跡として世界でも類を見ない完全性と広大さを持っているとされており、年間およそ300万人の観光客が訪れる、万里の長城、兵馬俑坑、コロッセオ、フォロ・ロマーノなどと比肩する世界でも屈指の観光地となっている。秘儀荘はこの中でももっとも重要かつ有名な建造物のひとつと位置付けられており、秘儀の間に飾られるフレスコ画は、もっとも保存状態が良好なポンペイの壁画の第二様式を代表する作例とされている。
ニューヨーク近代美術館などでキュレーターを勤めた経験のある作家の原田マハは、自著『いちまいの絵』の中で秘儀荘の壁画を見るべき名画のひとつとして取り上げている。その中で秘儀荘の壁画について「顔料や絵筆などの画材も、遠近法などの手法も、当然いまよりはるかに限られていた中で、これほどまでの表現を成し得たとは、奇跡というほかにはないようにすら思う。」と評している。一方でポンペイの壁画はあくまで遺存した背景や史料性の高さに価値が見出されたものであり、日常生活の中で気軽に描かれたこれらの作品に芸術性は見られないとの批判もある。
世界中の名画を陶板で複製し展示している徳島県の大塚国際美術館では、秘儀の間の壁画を原寸大で忠実に立体複製し、常設展示を行っている。